# Resolutie 761 Veiligheidsraad Verenigde Naties
Resolutie 761 van de Veiligheidsraad van de Verenigde Naties werd unaniem aangenomen op 29 juni 1992.

## Achtergrond
In 1980 overleed de Joegoslavische leider Tito, die decennialang de bindende kracht was geweest tussen de zes deelstaten van het land. Na zijn dood kende het nationalisme een sterke opmars, en in 1991 verklaarden verschillende deelstaten zich onafhankelijk. Zo ook Bosnië en Herzegovina, waar in 1992 een burgeroorlog ontstond tussen de Bosniakken, Kroaten en Serviërs. Deze oorlog, waarbij etnische zuiveringen plaatsvonden, ging door tot in 1995 vrede werd gesloten.

## Inhoud
De Veiligheidsraad:
- bevestigt de resoluties 713, 721, 724, 727, 740, 743, 749, 752, 758 en 760;
- bemerkt de grote vooruitgang bij het ontruimen van de luchthaven van Sarajevo en de heropening ervan door de VN-vredessmacht UNPROFOR;
- benadrukt de dringende nood aan humanitaire hulp in de regio van Sarajevo;

1. autoriseert de secretaris-generaal om onmiddellijk bijkomende elementen van de vredesmacht in te zetten om de luchthaven te beveiligen en hulpgoederen te leveren;
2. roept alle betrokken partijen op het akkoord van 5 juni, en het staakt-het-vuren in het bijzonder, na te leven;
3. doet een oproep om samen te werken met de vredesmacht en niet te trachten militair voordeel te behalen uit de situatie;
4. eist dat alle partijen meewerken met de vredesmacht en de hulporganisaties; anders zal de Veiligheidsraad andere maatregelen nemen om de hulpgoederen te leveren;
5. roept alle landen op om bij te dragen aan de hulp;
6. besluit om actief op de hoogte te blijven.

## Verwante resoluties
- Resolutie 758 Veiligheidsraad Verenigde Naties
- Resolutie 760 Veiligheidsraad Verenigde Naties
- Resolutie 762 Veiligheidsraad Verenigde Naties
- Resolutie 764 Veiligheidsraad Verenigde Naties

Lijst ·  726 ·  727 ·  728 ·  729 ·  730 ·  731 ·  732 ·  733 ·  734 ·  735 ·  736 ·  737 ·  738 ·  739 ·  740 ·  741 ·  742 ·  743 ·  744 ·  745 ·  746 ·  747 ·  748 ·  749 ·  750 ·  751 ·  752 ·  753 ·  754 ·  755 ·  756 ·  757 ·  758 ·  759 ·  760 ·  761 ·  762 ·  763 ·  764 ·  765 ·  766 ·  767 ·  768 ·  769 ·  770 ·  771 ·  772 ·  773 ·  774 ·  775 ·  776 ·  777 ·  778 ·  779 ·  780 ·  781 ·  782 ·  783 ·  784 ·  785 ·  786 ·  787 ·  788 ·  789 ·  790 ·  791 ·  792 ·  793 ·  794 ·  795 ·  796 ·  797 ·  798 ·  799